# Hippoporella hippopus
Hippoporella hippopus is een mosdiertjessoort uit de familie van de Hippoporidridae. De wetenschappelijke naam van de soort is, als Lepralia hippopus, voor het eerst geldig gepubliceerd in 1868 door Smitt.